# 小行星2974
小行星2974（2974 Holden）是一颗围绕太阳公转的小行星。1955年8月23日，印第安纳大学在摩根县发现了此天体。
該小行星以美國天文學家愛德華·S·霍頓命名。
这颗小行星的绝对星等为130.60290等。